# Jan Romer

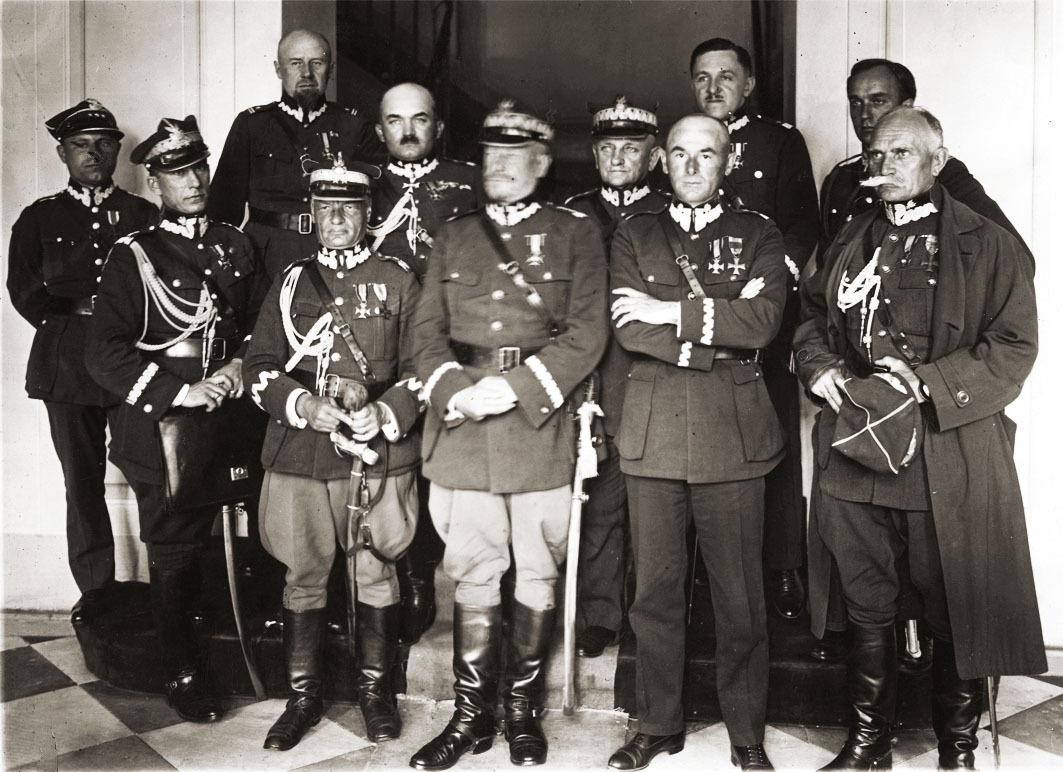
Konferencja inspektorów armii w Warszawie, początek 1926. Pierwszy rząd od lewej: gen. Mieczysław Norwid-Neugebauer, gen. Jan Romer, gen. Lucjan Żeligowski, gen. Edward Śmigły-Rydz, gen. Aleksander Osiński. Drugi rząd od lewej: NN, mjr Aleksander Prystor, gen. Józef Rybak, gen. Leonard Skierski, gen. Tadeusz Piskor, płk Tadeusz Kasprzycki

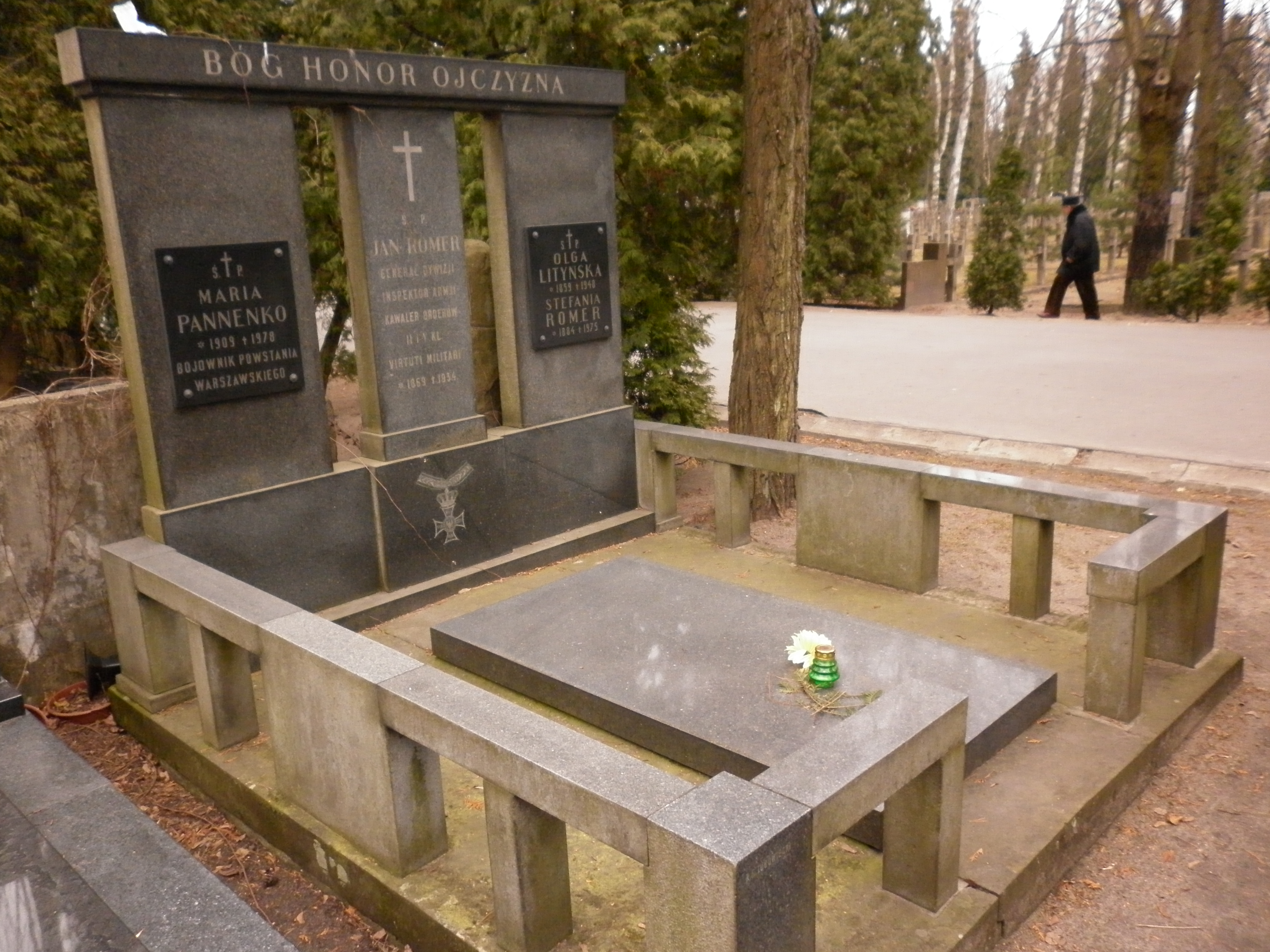
Grobowiec Jana Romera

Jan Edward Romer (ur. 3 maja 1869 we Lwowie, zm. 5 marca 1934 w Warszawie) – generał dywizji Wojska Polskiego, kawaler Orderu Virtuti Militari.

## Życiorys
Jan Edward Romer urodził się 3 maja 1869 we Lwowie, w rodzinie Edmunda (zm. 1895), starosty lwowskiego, i Ireny Körtvelyessy de Augusth (zm. 1913). Był starszym bratem profesora Eugeniusza Romera (1871–1954).
Kształcił się w I Gimnazjum w Nowym Sączu, gdzie przyjaźnił się m.in. z późniejszym wynalazcą Janem Szczepanikiem oraz poetą i tłumaczem Franciszkiem Mirandolą. Działał w tajnym ruchu niepodległościowym na obszarze Galicji.
Od 1887 służył w cesarskiej i królewskiej Armii. W 1890 ukończył Wojskową Akademię Techniczną w Wiedniu i jako oficer zawodowy przeszedł kolejne szczeble dowódcze i sztabowe. Podpułkownik z 1911. 29 listopada 1913 został mianowany komendantem 32 pułku artylerii polnej. Na jego czele walczył w I wojnie światowej na froncie rosyjskim i włoskim. Pułkownik z 1914. W 1916 na stanowisku dowódcy artylerii dywizji piechoty, potem korpusu piechoty. Później dowódca 50 Brygady Artylerii i specjalnej grupy artyleryjskiej, odznaczył się w walkach, otrzymał wysokie nagrody i ordery.
Od 10 lutego do 1 maja 1917 przebywał w Warszawie, w przewidywaniu objęcia dowództwa nad artylerią Legionów Polskich. Ponieważ nie został wyznaczony na to stanowisko, w pierwszej dekadzie maja powrócił na front włoski, gdzie objął dowództwo XVIII Brygady Artylerii Polowej. W listopadzie tego roku przez dwa tygodnie dowodził brygadą piechoty. 6 lutego 1918 awansowany na generała majora ze starszeństwem z dniem 1 listopada 1917 i wyznaczony na stanowisko dowódcy artylerii IX Korpusu. W następnym miesiącu został komendantem IX Brygady Górskiej. W czerwcu 1918 przez kilka dni dowodził 18 Dywizją Piechoty. Na początku października tego roku ponownie, tymczasowo, objął dowództwo tej dywizji. 3 listopada lekko ranny dostał się do niewoli angielskiej. Zwolniony z niewoli, 5 grudnia przybył do Krakowa.
W grudniu 1918 został przyjęty do Wojska Polskiego i wyznaczony na dowódcę Okręgu Generalnego „Łódź”. Stanowiska nie objął, a 21 grudnia 1918 został dowódcą Okręgu Generalnego „Lublin”. 5 stycznia 1919 stanął na czele Grupy Operacyjnej „Bug”, na czele której walczył w Małopolsce Wschodniej i Galicji. 10 stycznia wkroczył do Lwowa, przełamując pierścień okrążenia ukraińskiego na południu miasta, na odcinku od Brzuchowic do Dublan. Od marca do grudnia 1919 szef Polskiej Misji Wojskowej Zakupów w Paryżu. Następnie znowu na froncie wschodnim: grudzień 1919 – kwiecień 1920 dowódca 13 Dywizji Piechoty, kwiecień – maj 1920 dowódca Dywizji Jazdy na froncie ukraińskim, w czasie walk odwrotowych 6 i 1 Armii. Lipiec –  wrzesień 1920 członek polskiej delegacji w sprawie rozejmu z Rosją Sowiecką, wrzesień 1920 – wrzesień 1921 szef Naczelnej Kontroli Wojskowej. 1 stycznia 1920 Józef Piłsudski, jako Naczelny Wódz, mianował go członkiem Kapituły Tymczasowej Orderu „Virtuti Militari” i nadał mu Krzyż Srebrny tego orderu. 25 września 1921 został wyznaczony na stanowisko dowódcy Okręgu Korpusu Nr II w Lublinie. 3 maja 1922 został zweryfikowany w stopniu generała dywizji ze starszeństwem z dniem 1 czerwca 1919 i 8. lokatą w korpusie generałów. W połowie lat 20. był przewodniczącym Komitetu Budowy Domu Żołnierza Polskiego w Lublinie. Z dniem 1 września 1924 minister spraw wojskowych powołał go na członka Rady Wojennej.
10 lipca 1926 mianowany został Inspektorem Armii. 13 maja 1932 został zwolniony ze stanowiska inspektora armii, a z dniem 31 lipca 1932 przeniesiony w stan spoczynku. Osiadł w Warszawie. Autor wspomnień (Pamiętniki, wyd. Lwów 1938).
Zmarł w poniedziałek 5 marca 1934, w godzinach wieczornych, w Szpitalu Ujazdowskim w Warszawie, po dłuższej chorobie. Został pochowany na Cmentarzu Wojskowym na Powązkach w Warszawie (kwatera A 10-6-1/2).

## Ordery i odznaczenia
- Krzyż Komandorski Orderu Wojskowego Virtuti Militari nr 5 (24 listopada 1922)[15]
- Krzyż Srebrny Orderu Wojskowego Virtuti Militari (1920)[6]
- Krzyż Komandorski z Gwiazdą Orderu Odrodzenia Polski (8 listopada 1930)[16]
- Krzyż Komandorski Orderu Odrodzenia Polski (2 maja 1923)[17][18][19]
- Krzyż Walecznych czterokrotnie (po raz pierwszy 1921)[20]
- Złoty Krzyż Zasługi – 17 marca 1930 „za zasługi na polu organizacji i wyszkolenia wojska”[21]
- Odznaka Pamiątkowa Generalnego Inspektora Sił Zbrojnych (12 maja 1936)
- Krzyż Wielki Orderu Korony Rumunii (1929)[22]
- Krzyż Wielki Orderu Zasługi I klasy (Węgry, 1931)[23]
- Wielki Oficer Orderu Legii Honorowej (Francja, 1929)[22]
- Komandor Orderu Legii Honorowej (Francja)

austro-węgierskie
- Order Leopolda[24]
- Order Korony Żelaznej II i III klasy[24]
- Krzyż Zasługi Wojskowej z dekoracją wojenną i mieczami[25]
- Srebrny i Brązowy Medal Zasługi Wojskowej z mieczami[25]
- Medal Jubileuszowy Pamiątkowy dla Sił Zbrojnych i Żandarmerii[25]
- Krzyż Jubileuszowy Wojskowy[25]
- Medal Pamiątkowy Bośniacko-Hercegowiński[25]
- Krzyż Pamiątkowy Mobilizacji 1912–1913[25]